# Holandia w Konkursie Piosenki Eurowizji
Holandia uczestniczy w Konkursie Piosenki Eurowizji od 1956. Od debiutu do 1969 konkursem w kraju zajmował się holenderski nadawca publiczny Nederlandse Televisie Stichting (NTS), w latach 1970–1984 oraz 1986–2009 odpowiadała za to telewizja Nederlandse Omroep Stichting (NOS), a w latach 2010–2013 – Televisie Radio Omroep Stichting (TROS). Od 2014 konkurs transmitowany jest przez kanał AVROTROS, powstały w wyniku połączenia telewizji TROS z AVRO.
Reprezentanci Holandii pięciokrotnie wygrali finał konkursu: w 1957 (Corry Brokken z piosenką „Net als toen”), 1959 (Teddy Scholten z piosenką „Een beetje”), 1969 (Lenny Kuhr z utworem „De troubadour”), 1975 (Teach-In z „Ding-a-dong”) i 2019 (Duncan Laurence z „Arcade”).
Telewizja holenderska nie wzięła udziału w czterech konkursach. W 1985 i 1991 termin finałów kolidował z Dniem Pamięci (4 maja). W 1995 i 2002 nadawca nie mógł wystawić reprezentanta z powodu słabych wyników zajętych w poprzednich konkursach.
W 2000 w kraju przerwano transmisję konkursu w połowie koncertu z powodu eksplozji fajerwerków w Enschede, w której zginęły 23 osoby, a 947 zostało rannych. Stacja NOS tłumaczyła swoją decyzję powodami praktycznymi oraz faktem, że „niewłaściwym byłoby transmitowanie programu rozrywkowego w noc takiej katastrofy”. W wyniku postanowienia nadawcy krajowe wyniki oparte były na głosowaniu komisji jurorskiej, a nie telewidzów.
W 2003 fundacja Eurowizyjnych Artystów (EA) opublikowała dwutomową książkę „Wanneer wordt het weer een beetje net als toen?”, opisującą historię krajowych eliminacji do Konkursu Piosenki Eurowizji.

## Uczestnictwo
Holandia uczestniczy w Konkursie Piosenki Eurowizji od 1956. Poniższa tabela uwzględnia nazwiska holenderskich reprezentantów, tytuły konkursowych piosenek oraz wyniki osiągnięte w poszczególnych latach:
| Rok  | Artysta                   | Piosenka                       | Finał              | Finał              | Półfinał                    | Półfinał                    |
| Rok  | Artysta                   | Piosenka                       | Miejsce            | Punkty             | Miejsce                     | Punkty                      |
| ---- | ------------------------- | ------------------------------ | ------------------ | ------------------ | --------------------------- | --------------------------- |
| 1956 | Jettie Paerl              | „De vogels van Holland”        | 2                  | N/K                | Brak rundy półfinałowej     | Brak rundy półfinałowej     |
| 1956 | Corry Brokken             | „Voorgoed voorbij”             | 2                  | N/K                | Brak rundy półfinałowej     | Brak rundy półfinałowej     |
| 1957 | Corry Brokken             | „Net als toen”                 | 1                  | 31                 | Brak rundy półfinałowej     | Brak rundy półfinałowej     |
| 1958 | Corry Brokken             | „Heel de wereld”               | 9                  | 1                  | Brak rundy półfinałowej     | Brak rundy półfinałowej     |
| 1959 | Teddy Scholten            | „Een beetje”                   | 1                  | 21                 | Brak rundy półfinałowej     | Brak rundy półfinałowej     |
| 1960 | Rudi Carrell              | „Wat een geluk”                | 12                 | 2                  | Brak rundy półfinałowej     | Brak rundy półfinałowej     |
| 1961 | Greetje Kauffeld          | „Wat een dag”                  | 10                 | 6                  | Brak rundy półfinałowej     | Brak rundy półfinałowej     |
| 1962 | De Spelbrekers            | „Katinka”                      | 13                 | 0                  | Brak rundy półfinałowej     | Brak rundy półfinałowej     |
| 1963 | Annie Palmen              | „Een speeldoos”                | 13                 | 0                  | Brak rundy półfinałowej     | Brak rundy półfinałowej     |
| 1964 | Anneke Grönloh            | „Jij bent mijn leven”          | 10                 | 2                  | Brak rundy półfinałowej     | Brak rundy półfinałowej     |
| 1965 | Conny Van den bos         | „'t is genoeg”                 | 11                 | 5                  | Brak rundy półfinałowej     | Brak rundy półfinałowej     |
| 1966 | Milly Scott               | „Fernando en Filippo”          | 15                 | 2                  | Brak rundy półfinałowej     | Brak rundy półfinałowej     |
| 1967 | Thérèse Steinmetz         | „Ring-Dinge-Ding”              | 14                 | 2                  | Brak rundy półfinałowej     | Brak rundy półfinałowej     |
| 1968 | Ronnie Tober              | „Morgen”                       | 16                 | 1                  | Brak rundy półfinałowej     | Brak rundy półfinałowej     |
| 1969 | Lenny Kuhr                | „De troubadour”                | 1                  | 18                 | Brak rundy półfinałowej     | Brak rundy półfinałowej     |
| 1970 | Hearts of Soul            | „Waterman”                     | 7                  | 7                  | Brak rundy półfinałowej     | Brak rundy półfinałowej     |
| 1971 | Saskia & Serge            | „Tijd”                         | 6                  | 85                 | Brak rundy półfinałowej     | Brak rundy półfinałowej     |
| 1972 | Sandra & Andres           | „Als het om de liefde gaat”    | 4                  | 106                | Brak rundy półfinałowej     | Brak rundy półfinałowej     |
| 1973 | Ben Kramer                | „De oude muzikant”             | 14                 | 69                 | Brak rundy półfinałowej     | Brak rundy półfinałowej     |
| 1974 | Mouth & MacNeal           | „I See a Star”                 | 3                  | 15                 | Brak rundy półfinałowej     | Brak rundy półfinałowej     |
| 1975 | Teach-In                  | „Ding-a-dong”                  | 1                  | 152                | Brak rundy półfinałowej     | Brak rundy półfinałowej     |
| 1976 | Sandra Reemer             | „The Party’s Over”             | 9                  | 56                 | Brak rundy półfinałowej     | Brak rundy półfinałowej     |
| 1977 | Heddy Lester              | „De mallemolen”                | 12                 | 35                 | Brak rundy półfinałowej     | Brak rundy półfinałowej     |
| 1978 | Harmony                   | „'t Is OK”                     | 13                 | 37                 | Brak rundy półfinałowej     | Brak rundy półfinałowej     |
| 1979 | Xandra                    | „Colorado”                     | 12                 | 51                 | Brak rundy półfinałowej     | Brak rundy półfinałowej     |
| 1980 | Maggie MacNeal            | „Amsterdam”                    | 5                  | 93                 | Brak rundy półfinałowej     | Brak rundy półfinałowej     |
| 1981 | Linda Williams            | „Het is een wonder”            | 9                  | 51                 | Brak rundy półfinałowej     | Brak rundy półfinałowej     |
| 1982 | Bill Van Dijk             | „Jij en ik”                    | 16                 | 8                  | Brak rundy półfinałowej     | Brak rundy półfinałowej     |
| 1983 | Bernadette Kraakman       | „Sing Me a Song”               | 7                  | 66                 | Brak rundy półfinałowej     | Brak rundy półfinałowej     |
| 1984 | Maribelle                 | „Ik hou van jou”               | 13                 | 34                 | Brak rundy półfinałowej     | Brak rundy półfinałowej     |
| 1985 | Brak reprezentanta        | Brak reprezentanta             | Brak reprezentanta | Brak reprezentanta | Brak rundy półfinałowej     | Brak rundy półfinałowej     |
| 1986 | Frizzle Sizzle            | „Alles heeft ritme”            | 13                 | 40                 | Brak rundy półfinałowej     | Brak rundy półfinałowej     |
| 1987 | Marcha                    | „Rechtop in de wind”           | 5                  | 83                 | Brak rundy półfinałowej     | Brak rundy półfinałowej     |
| 1988 | Gerard Joling             | „Shangri-La”                   | 9                  | 70                 | Brak rundy półfinałowej     | Brak rundy półfinałowej     |
| 1989 | Justine Pelmelay          | „Blijf zoals je bent”          | 15                 | 45                 | Brak rundy półfinałowej     | Brak rundy półfinałowej     |
| 1990 | Maywood                   | „Ik wil alles met je delen”    | 15                 | 25                 | Brak rundy półfinałowej     | Brak rundy półfinałowej     |
| 1991 | Brak reprezentanta        | Brak reprezentanta             | Brak reprezentanta | Brak reprezentanta | Brak rundy półfinałowej     | Brak rundy półfinałowej     |
| 1992 | Humphrey Campbell         | „Wijs me de weg”               | 9                  | 67                 | Brak rundy półfinałowej     | Brak rundy półfinałowej     |
| 1993 | Ruth Jacott               | „Vrede”                        | 6                  | 92                 | Kvalifikacija za Millstreet | Kvalifikacija za Millstreet |
| 1994 | Willeke Alberti           | „Waar is de son”               | 23                 | 4                  | Brak rundy półfinałowej     | Brak rundy półfinałowej     |
| 1995 | Brak reprezentanta        | Brak reprezentanta             | Brak reprezentanta | Brak reprezentanta | Brak rundy półfinałowej     | Brak rundy półfinałowej     |
| 1996 | Maxine & Franklin Brown   | „De eerste keer”               | 7                  | 78                 | 9                           | 63                          |
| 1997 | Mrs. Einstein             | „Niemand heeft nog tijd”       | 22                 | 5                  | Brak rundy półfinałowej     | Brak rundy półfinałowej     |
| 1998 | Edsilia Rombley           | „Hemel en aarde”               | 4                  | 150                | Brak rundy półfinałowej     | Brak rundy półfinałowej     |
| 1999 | Marlayne                  | „One Good Reason”              | 8                  | 61                 | Brak rundy półfinałowej     | Brak rundy półfinałowej     |
| 2000 | Linda Wagenmakers         | „No Goodbyes”                  | 13                 | 40                 | Brak rundy półfinałowej     | Brak rundy półfinałowej     |
| 2001 | Michelle                  | „Out on My Own”                | 18                 | 16                 | Brak rundy półfinałowej     | Brak rundy półfinałowej     |
| 2002 | Brak reprezentanta        | Brak reprezentanta             | Brak reprezentanta | Brak reprezentanta | Brak rundy półfinałowej     | Brak rundy półfinałowej     |
| 2003 | Esther Hart               | „One More Night”               | 13                 | 45                 | Brak rundy półfinałowej     | Brak rundy półfinałowej     |
| 2004 | Re-Union                  | „Without You”                  | 20                 | 11                 | 6                           | 146                         |
| 2005 | Glennis Grace             | „My Impossible Dream”          | –                  | –                  | 14                          | 53                          |
| 2006 | Treble                    | „Amambanda”                    | –                  | –                  | 20                          | 22                          |
| 2007 | Edsilia Rombley           | „On Top of the World”          | –                  | –                  | 21                          | 38                          |
| 2008 | Hind                      | „Your Heart Belongs to Me”     | –                  | –                  | 13                          | 27                          |
| 2009 | De Toppers                | „Shine”                        | –                  | –                  | 17                          | 11                          |
| 2010 | Sieneke                   | „Ik ben verliefd (Sha-la-lie)” | –                  | –                  | 14                          | 29                          |
| 2011 | 3JS                       | „Never Alone”                  | –                  | –                  | 19                          | 13                          |
| 2012 | Joan Franka               | „You and Me”                   | –                  | –                  | 15                          | 35                          |
| 2013 | Anouk                     | „Birds”                        | 9                  | 114                | 6                           | 75                          |
| 2014 | The Common Linnets        | „Calm After the Storm”         | 2                  | 238                | 1                           | 150                         |
| 2015 | Trijntje Oosterhuis       | „Walk Along”                   | –                  | –                  | 14                          | 33                          |
| 2016 | Douwe Bob                 | „Slow Down”                    | 11                 | 153                | 5                           | 197                         |
| 2017 | O’G3NE                    | „Lights and Shadows”           | 11                 | 150                | 4                           | 200                         |
| 2018 | Waylon                    | „Outlaw in ’Em”                | 18                 | 121                | 7                           | 174                         |
| 2019 | Duncan Laurence           | „Arcade”                       | 1                  | 498                | 1                           | 280                         |
| 2020 | Jeangu Macrooy            | „Grow”                         | Konkurs odwołany   | Konkurs odwołany   | Organizator                 | Organizator                 |
| 2021 | Jeangu Macrooy            | „Birth of a New Age”           | 23                 | 11                 | Organizator                 | Organizator                 |
| 2022 | S10                       | „De diepte”                    | 11                 | 171                | 2                           | 221                         |
| 2023 | Mia Nicolai i Dion Cooper | „Burning Daylight”             | –                  | –                  | 13                          | 7                           |
| 2024 | Joost Klein               | „Europapa”                     | Dyskwalifikacja    | Dyskwalifikacja    | 2                           | 182                         |
| 2025 | Claude                    | „C’est la vie”                 | 12                 | 175                | 3                           | 121                         |
| 2026 |                           |                                |                    |                    |                             |                             |

Legenda:
     1. miejsce

## Historia głosowania w finale (1956–2025)
Poniższe tabele pokazują, którym krajom Holandia przyznaje w finale najwięcej punktów oraz od których państw holenderscy reprezentanci otrzymują najwyższe noty.
| Lp. | Kraj       | Punkty |
| --- | ---------- | ------ |
| 1   | Szwecja    | 228    |
| 2   | Francja    | 206    |
| 3   | Belgia     | 203    |
| 3   | Szwajcaria | 203    |
| 4   | Izrael     | 179    |
| 5   | Niemcy     | 173    |

| Lp. | Kraj       | Punkty |
| --- | ---------- | ------ |
| 1   | Belgia     | 204    |
| 2   | Francja    | 165    |
| 3   | Irlandia   | 161    |
| 4   | Szwajcaria | 151    |
| 4   | Niemcy     | 151    |
| 5   | Austria    | 150    |

## Konkursy Piosenki Eurowizji zorganizowane w Holandii
Holandia była gospodarzem konkursu w: 1958, 1970, 1976, 1980 i 2021. Nadawca organizował finał imprezy dzięki zwycięstwu holenderskich reprezentantów rok wcześniej. Stacja zrezygnowała z przygotowania konkursu w 1960 z powodów finansowych, natomiast koncert finałowy w 1980 telewizja przygotowywała zamiast nadawcy izraelskiego. W kraju odbyć miał się Konkurs Piosenki Eurowizji 2020, który został jednak odwołany z powodu pandemii COVID-19
| Rok  | Miasto    | Miejsce                   | Prowadzący                                                 |
| ---- | --------- | ------------------------- | ---------------------------------------------------------- |
| 1958 | Hilversum | AVRO Studios              | Hannie Lips                                                |
| 1970 | Amsterdam | RAI Congrescentrum        | Willy Dobbe                                                |
| 1976 | Haga      | Nederlands Congrescentrum | Corry Brokken                                              |
| 1980 | Haga      | Nederlands Congrescentrum | Marlous Fluitsma                                           |
| 2020 | Rotterdam | Rotterdam Ahoy            | Edsilia Rombley, Chantal Janzen, Jan Smit                  |
| 2021 | Rotterdam | Rotterdam Ahoy            | Edsilia Rombley, Chantal Janzen, Jan Smit, Nikkie de Jager |

## Nagrody im. Marcela Bezençona
Nagrody im. Marcela Bezençona – trofea dla najlepszych konkurencyjnych piosenek w finale, które zostały po raz pierwszy rozdane podczas 47. Konkursu Piosenki Eurowizji zorganizowanego w Tallinnie w Estonii. Inicjatorami nagrody byli Christer Björkman i Richard Herrey. Statuetka nosi nazwisko pomysłodawcy Konkursu Piosenki Eurowizji, Marcela Bezençona.
Nagrody przyznawane są obecnie w trzech kategoriach:
- Nagroda Dziennikarzy (zwycięzcę wybierają akredytowani dziennikarze)
- Nagroda Artystyczna (zwycięzcę wybierają komentatorzy lub poprzedni zwycięzcy konkursu)
- Nagroda Kompozytorska (zwycięzcę wybierają kompozytorzy biorący udział w konkursie)

Nagroda Artystyczna
| Rok  | Wykonawca   | Piosenka         |
| ---- | ----------- | ---------------- |
| 2003 | Esther Hart | „One More Night” |

Nagroda Dziennikarzy
| Rok  | Wykonawca       | Piosenka |
| ---- | --------------- | -------- |
| 2019 | Duncan Laurence | „Arcade” |